# San Francisco Warriors 1963-1964
La stagione 1963-64 dei San Francisco Warriors fu la 18ª nella NBA per la franchigia.
I San Francisco Warriors vinsero la Western Division con un record di 48–32. Nei play-off vinsero la finale di division contro i St. Louis Hawks (4–3), perdendo poi la finale NBA contro i Boston Celtics (1–4).

## Risultati
| Squadra                | V  | P  | %    | GB |
| ---------------------- | -- | -- | ---- | -- |
| San Francisco Warriors | 48 | 32 | 60,0 | -  |
| St. Louis Hawks        | 46 | 34 | 57,5 | 2  |
| Los Angeles Lakers     | 42 | 38 | 52,5 | 6  |
| Baltimore Bullets      | 31 | 49 | 38,8 | 17 |
| Detroit Pistons        | 23 | 57 | 28,8 | 25 |

## Roster
| \| Pos. \| Num. \| Naz. \| Nome \| Altezza \| Peso \| Data nascita \| Provenienza \| \| ---- \| ---- \| ---- \| ----------------- \| ------- \| ------ \| ------------ \| ------------------ \| \| P \| 16 \| \| Attles, Al \| 183 cm \| 79 kg \| 07-11-1936 \| North Carolina A&T \| \| C \| 13 \| \| Chamberlain, Wilt \| 216 cm \| 125 kg \| 21-08-1936 \| Kansas \| \| AG \| 55 \| \| Hightower, Wayne \| 203 cm \| 87 kg \| 14-01-1940 \| Kansas \| \| G \| 12 \| \| Hill, Gary \| 193 cm \| 84 kg \| 17-10-1941 \| Oklahoma City \| \| AP \| 9 \| \| Lee, George \| 193 cm \| 91 kg \| 23-11-1936 \| Michigan \| \| AP \| 14 \| \| Meschery, Tom \| 198 cm \| 98 kg \| 26-10-1938 \| Saint Mary's \| \| G \| 7 \| \| Phillips, Gary \| 191 cm \| 86 kg \| 07-12-1939 \| Houston \| \| P \| 5 \| \| Rodgers, Guy \| 183 cm \| 84 kg \| 01-09-1935 \| Temple \| \| A \| 17 \| \| Sears, Ken \| 206 cm \| 90 kg \| 17-08-1933 \| Santa Clara \| \| A/C \| 42 \| \| Thurmond, Nate \| 211 cm \| 102 kg \| 25-07-1941 \| Bowling Green \| \| AG \| 15 \| \| Windsor, John \| 203 cm \| 98 kg \| 03-04-1940 \| Stanford \| | Allenatore - Alex Hannum Legenda - (C) Capitano - (FA) Free agent - (S) Sospeso - (TW) Contratto Two-way - (GL) Assegnato a squadra G League affiliata - Infortunato Roster • Transazioni · Ultima transazione: 4 maggio 1964 |                        |                   |         |        |              |                    |
| Pos. | Num. | Naz.                   | Nome              | Altezza | Peso   | Data nascita | Provenienza        |
| P | 16 | Stati Uniti (bandiera) | Attles, Al        | 183 cm  | 79 kg  | 07-11-1936   | North Carolina A&T |
| C | 13 | Stati Uniti (bandiera) | Chamberlain, Wilt | 216 cm  | 125 kg | 21-08-1936   | Kansas             |
| AG | 55 | Stati Uniti (bandiera) | Hightower, Wayne  | 203 cm  | 87 kg  | 14-01-1940   | Kansas             |
| G | 12 | Stati Uniti (bandiera) | Hill, Gary        | 193 cm  | 84 kg  | 17-10-1941   | Oklahoma City      |
| AP | 9 | Stati Uniti (bandiera) | Lee, George       | 193 cm  | 91 kg  | 23-11-1936   | Michigan           |
| AP | 14 | Stati Uniti (bandiera) | Meschery, Tom     | 198 cm  | 98 kg  | 26-10-1938   | Saint Mary's       |
| G | 7 | Stati Uniti (bandiera) | Phillips, Gary    | 191 cm  | 86 kg  | 07-12-1939   | Houston            |
| P | 5 | Stati Uniti (bandiera) | Rodgers, Guy      | 183 cm  | 84 kg  | 01-09-1935   | Temple             |
| A | 17 | Stati Uniti (bandiera) | Sears, Ken        | 206 cm  | 90 kg  | 17-08-1933   | Santa Clara        |
| A/C | 42 | Stati Uniti (bandiera) | Thurmond, Nate    | 211 cm  | 102 kg | 25-07-1941   | Bowling Green      |
| AG | 15 | Stati Uniti (bandiera) | Windsor, John     | 203 cm  | 98 kg  | 03-04-1940   | Stanford           |